# Agrostophyllum
Agrostophyllum é um género botânico pertencente à família das orquídeas (Orchidaceae).
As espécies do gênero são encontradas em Seychelles, Madagascar, Índia, Sri Lanka, Borneo, e ilhas do  Pacífico. Porém se concentram em maior parte em Papua-Nova Guiné, onde existem aproximadamente 45 espécies.

## Sinonímia
- Diploconchium  Schauer

## Espécies
O gênero Agrostophyllum possui 102 espécies reconhecidas atualmente.
- Agrostophyllum acutum Schltr.
- Agrostophyllum amboinense J.J.Sm.
- Agrostophyllum appendiculoides Schltr.
- Agrostophyllum aristatum Kores
- Agrostophyllum arundinaceum Ridl.
- Agrostophyllum atrobrunneum Ormerod
- Agrostophyllum atrovirens J.J.Sm.
- Agrostophyllum beleense Ormerod
- Agrostophyllum bilobolabellatum Gilli
- Agrostophyllum bimaculatum Schltr.
- Agrostophyllum brachiatum J.J.Sm.
- Agrostophyllum brevipes King & Pantl.
- Agrostophyllum callosum Rchb.f.
- Agrostophyllum compressum Schltr.
- Agrostophyllum crassicaule Schltr.
- Agrostophyllum crassilabium Ormerod
- Agrostophyllum curvilabre J.J.Sm.
- Agrostophyllum cyatheicola Schuit. & de Vogel
- Agrostophyllum cyathiforme J.J.Sm.
- Agrostophyllum cycloglossum Schltr.
- Agrostophyllum cyclopense J.J.Sm.
- Agrostophyllum daymanense Ormerod
- Agrostophyllum denbergeri J.J.Sm.
- Agrostophyllum dischorense Schltr.
- Agrostophyllum djararatense Schltr.
- Agrostophyllum dolychophyllum Schltr.
- Agrostophyllum earinoides Schltr.
- Agrostophyllum elatum Schltr.
- Agrostophyllum elmeri Ames
- Agrostophyllum elongatum (Ridl.) Schuit.
- Agrostophyllum fibrosum J.J.Sm.
- Agrostophyllum finisterrae Schltr.
- Agrostophyllum flavidum Phukan
- Agrostophyllum fragrans Schltr.
- Agrostophyllum globiceps Schltr.
- Agrostophyllum globigerum Ames & C.Schweinf.
- Agrostophyllum glumaceum Hook.f.
- Agrostophyllum graminifolium Schltr.
- Agrostophyllum grandiflorum Schltr.
- Agrostophyllum grubbianum Ormerod
- Agrostophyllum habbemense Ormerod
- Agrostophyllum indifferens J.J.Sm.
- Agrostophyllum inocephalum (Schauer) Ames
- Agrostophyllum isuaravum Ormerod
- Agrostophyllum javanicum Blume
- Agrostophyllum kairoanum Ormerod
- Agrostophyllum kaniense Schltr.
- Agrostophyllum kusaiense Tuyama
- Agrostophyllum lamellatum J.J.Sm.
- Agrostophyllum lampongense J.J.Sm.
- Agrostophyllum laterale J.J.Sm.
- Agrostophyllum latilobum J.J.Sm.
- Agrostophyllum laxum J.J.Sm.
- Agrostophyllum leucocephalum Schltr.
- Agrostophyllum leytense Ames
- Agrostophyllum longifolium (Blume) Rchb.f.
- Agrostophyllum longivaginatum Ames
- Agrostophyllum luzonense Ames & Quisumb.
- Agrostophyllum macrocephalum Schltr.
- Agrostophyllum majus Hook.f.
- Agrostophyllum malindangense Ames
- Agrostophyllum mearnsii Ames
- Agrostophyllum megalurum Rchb.f.
- Agrostophyllum merrillii Ames
- Agrostophyllum militare Ormerod
- Agrostophyllum milneanum Ormerod
- Agrostophyllum mindanense Ames
- Agrostophyllum montanum Schltr.
- Agrostophyllum mucronatum J.J.Sm.
- Agrostophyllum myrianthum King & Pantl.
- Agrostophyllum neoguinense Kittr.
- Agrostophyllum nidus-avis Ormerod
- Agrostophyllum niveum Schltr.
- Agrostophyllum occidentale Schltr.
- Agrostophyllum paniculatum J.J.Sm.
- Agrostophyllum papuanum Schltr.
- Agrostophyllum parviflorum J.J.Sm.
- Agrostophyllum patentissimum J.J.Sm.
- Agrostophyllum pelorioides Schltr.
- Agrostophyllum philippinense Ames
- Agrostophyllum planicaule (Wall. ex Lindl.) Rchb.f.
- Agrostophyllum potamophila Schltr.
- Agrostophyllum rigidifolium Ridl.
- Agrostophyllum saccatilabium Ames & Quisumb.
- Agrostophyllum sepikanum Schltr.
- Agrostophyllum simile Schltr.
- Agrostophyllum spicatum Schltr.
- Agrostophyllum stenophyllum Schltr.
- Agrostophyllum stipulatum (Griff.) Schltr.
- Agrostophyllum subacuminatum Ormerod
- Agrostophyllum sumatranum Schltr. & J.J.Sm.
- Agrostophyllum superpositum Schltr.
- Agrostophyllum tenue J.J.Sm.
- Agrostophyllum torricellense Schltr.
- Agrostophyllum trifidum Schltr.
- Agrostophyllum triquetrum Ormerod
- Agrostophyllum uniflorum Schltr.
- Agrostophyllum vanhulstijnii J.J.Sm.
- Agrostophyllum ventricosum J.J.Sm.
- Agrostophyllum verruciferum Schltr.
- Agrostophyllum wenzelii Ames
- Agrostophyllum zeylanicum Hook.f.